# 立正大学短期大学部
立正大学短期大学部（りっしょうだいがくたんきだいがくぶ、英語: Junior College of Rissho UniversityまたはRissho University Junior College）は、埼玉県熊谷市万吉1700に本部を置いていた日本の私立大学である。1950年に設置。学生募集は1997年度まで。前年度の立正大学社会福祉学部と翌年度の立正大学地球環境科学部の設置にともない、短期大学は学生募集を停止し、2001年5月29日 正式廃止。

## 概要

### 大学全体
- 1950年、立正大学に併設された日本の私立短期大学で経営母体は学校法人立正大学学園。元々は夜間課程のみの学科だったが、のちに昼間部も設置され、最多3学科で1学年定員が合計650人の時期[8]もあったが、最終的には商経科のみとなった。

### 建学の精神（校訓・理念・学是）
- 立正大学を参照。

### 教育および研究
- 商経科第二部は、開学当初から設置されていた。1983年に昼間部も置かれ経済・経営、簿記・会計、情報処理、社会・法律、語学・教養の各分野に合せたカリキュラムが置かれていた。
- 廃止以前には、幼児教育者や社会福祉ワーカーの養成も執り行っていた。

### 学風および特色
- 日蓮が開いた日蓮宗に基づいた仏教思想がベースとなっていた。
- 1982年度までは、夜間部のみとなっていたことから、勤労の傍らで学業に勤しむ人々のために高等教育の機会を提供しようとしていた様子がうかがえる。

## 沿革
- 1950年 立正大学短期大学部開学。
  - 宗教科第二部
  - 社会科第二部：1973年度をもって募集を終了するも、1975年再設置される
  - 商経科第二部
- 1970年 東京都品川区東大崎から移転。
- 1983年 学科の増設を行う。
  - 社会科を改組して社会福祉科を置く。 
    - 第一部：学生数111（うち男子15）[9]
    - 第二部：学生数67（うち男子32）[9]
- 同年、立正大学保育専門学校[10]を発展・改組して幼児教育科を置く。
  - 第一部：学生数女子106[9]
  - 第二部：学生数30（うち男子3）[9]
- 同年 商経科に第一部を設置。
- 1997年度をもって学生募集を終了（学生数：商経科第一部、男子129・女子367、第二部、男子73・女子17[11]）[6]。
- 2001年5月29日 正式廃止[7]。

## 基礎データ

### 所在地
- 埼玉県熊谷市万吉1700

### 象徴
- 立正大学を参照。

## 教育および研究

### 組織

#### 学科
- 商経科
  - 第一部
  - 第二部
- 社会福祉科
  - 第一部[1]
  - 第二部[1]
- 幼児教育科
  - 第一部[1]
  - 第二部[2]
- 宗教科第二部[3]

#### 専攻科
- なし

#### 別科
- なし

#### 取得資格について
- 中学校教諭二種免許状
  - 社会：社会福祉科第一部・第二部
  - 職業：商経科第一部・第二部
  - 宗教：宗教科第二部
- 幼稚園教諭二種免許状：幼児教育科第一部・第二部
- 保母資格：幼児教育科第一部
- 当初は中学校教諭ほか高等学校教諭免許状の教職課程を併設[12]。
  - 社会：社会科第二部[12]
  - 職業：商経科第二部[12]
  - 宗教：宗教科第二部[12]

### 研究
- 研究紀要ほか[4]

## 学生生活

### 学園祭
- 立正大学短期大学部での学園祭は「星霜祭」と呼ばれ、大学と混合で行われていた。

短大独自で秋桜祭という学園祭もあり、星霜祭と同日で開催されていた。

## 大学関係者と組織

### 大学関係者組織
- 立正大学を参照。

### 大学関係者一覧
歴代学長
- 石橋湛山
- 坂本日深
- 菅谷正貫

#### 出身者
- 立正大学の人物一覧を参照。

## 施設

### キャンパス

#### 熊谷キャンパス
- 使用学科：商経科（第一部・第二部）、社会福祉科（第一部・第二部）、幼児教育科（第一部・第二部）
- 使用専攻科：なし
- 使用附属施設：なし
- キャンパスの概観は立正大学を参照。

#### 大崎キャンパス
- 使用学科：宗教科第二部
社会科第二部
商経科第二部
- 使用専攻科：なし
- 使用附属施設：なし
- キャンパスの概観は立正大学を参照。

### 学生食堂
- 立正大学を参照。

### 寮
- 立正大学を参照。

## 対外関係

### 系列校
- 立正大学

## 卒業後の進路について

### 就職について
- これまでの実績では、日本たばこ産業・日立製作所・大正製薬・東レ・東武百貨店・イトーヨーカ堂・三井住友銀行・群馬銀行・日興コーディアル証券など一般企業への就職者が多かった[13]。

### 編入学･進学実績
- 立正大学への編入学制度があった。

## 関連サイト
- 立正大学沿革